# Телохранитељ мафијашеве жене
Телохранитељ мафијашеве жене (енгл. The Hitman's Wife's Bodyguard) америчка је акциона комедија из 2021. године у режији Патрика Хјуза. Сценарио потписују Том О’Конор, Брендон Марфи и Филип Марфи из приче О’Конора, док су продуценти филма Мет О’Тул, Лес Велдон и Јарив Лернер. Музику је компоновао Атли Ерварсон.
У филму је представљена ансамблска подела улога коју чине Рајан Ренолдс, Самјуел Л. Џексон и Салма Хајек, док су у осталим улогама Френк Грило, Ричард Е. Грант, Антонио Бандерас, Морган Фриман и Гари Олдман. Дистрибуиран од стране Lionsgateа, светска премијера филма је била одржана 16. јуна 2021. у Сједињеним Америчким Државама. 
Буџет филма је износио између 30 и 50 000 000 долара.

## Радња
Најсмртоноснији чудни пар на свету - телохранитељ Мајкл Брајс (Рајан Ренолдс) и убица Даријус Кинкејд (Самјуел Л. Џексон) - поново су заједно, у још једној мисији опасној по живот. Још увек без дозволе и под лупом, Брајса на акцију присиљава још нестабилнија Даријусова супруга, озлоглашена међународна преваранткиња Соња Кинкејд (Салма Хајек). Док Брајса до нервног слома доводе његова два најопаснија штићеника, трио се до гуше уплиће у глобалну заверу и ускоро открива да су само они ти који стоје између Европе и тоталног хаоса. У забавном и смртоносном злочину придружују се Антонио Бандерас као моћни лудак жељан освете и Морган Фриман.

## Улоге
| Глумац            | Улога                |
| ----------------- | -------------------- |
| Рајан Ренолдс     | Мајкл Брајс          |
| Самјуел Л. Џексон | Даријус Кинкејд      |
| Салма Хајек       | Соња Кинкејд         |
| Френк Грило       | Боби О’Нил           |
| Ричард Е. Грант   | Сајферт              |
| Антонио Бандерас  | Аристотл Пападополус |
| Морган Фриман     | Мајкл Брајс старији  |
| Гари Олдман       | Владислав Духович    |
| Драган Мићановић  | Влад                 |